# Bottom o 'th' Moor
Bottom o 'th' Moor är en by i Bolton, Greater Manchester, England. Byn är belägen 22 km från Manchester. Orten har 807 invånare (2018).